# منتخب لبنان تحت 17 سنة لكرة القدم للسيدات

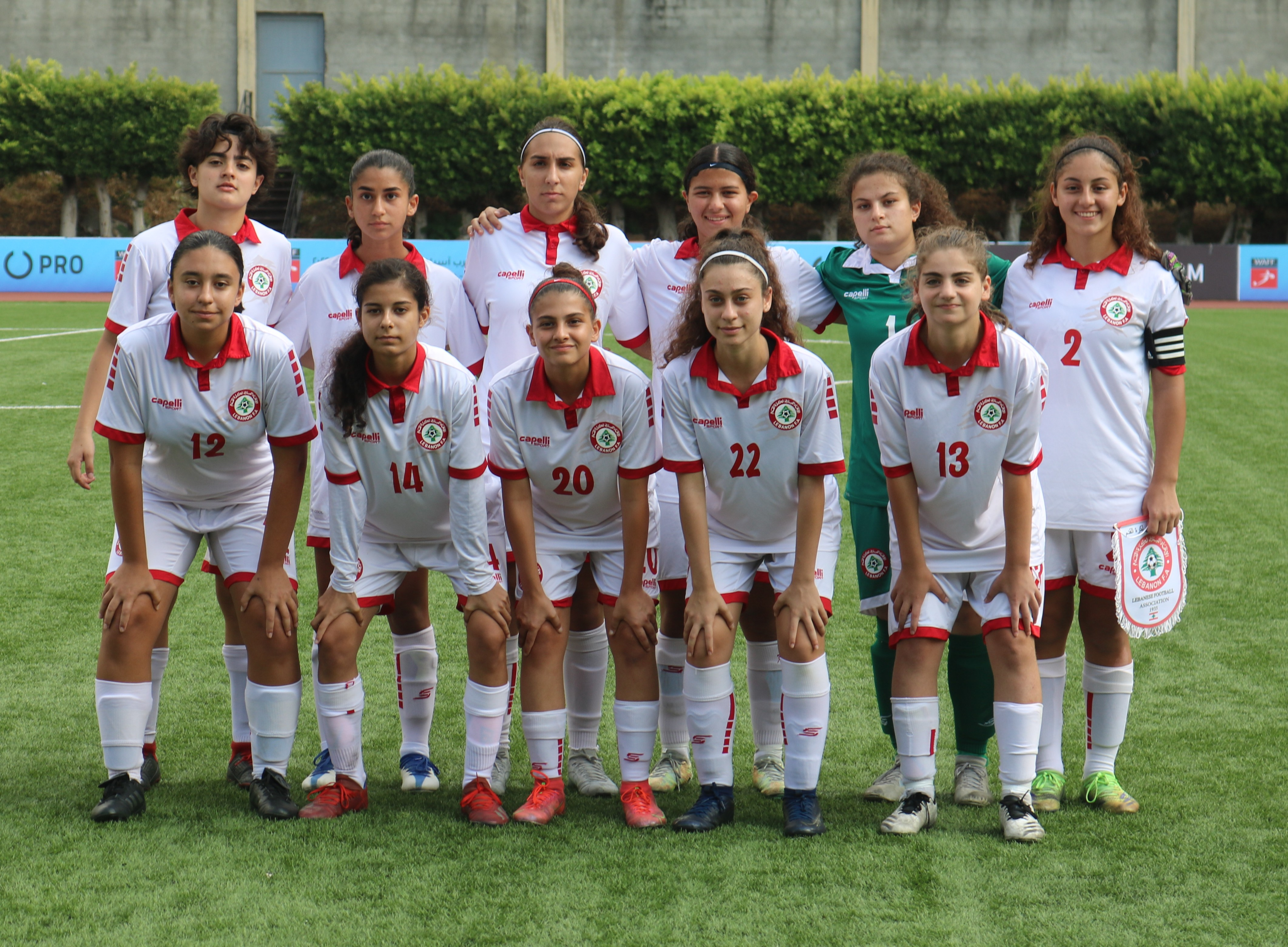
لبنان تحت 16 سنة في بطولة اتحاد غرب آسيا لكرة القدم للفتيات تحت 18 سنة 2022

منتخب لبنان لكرة القدم للسيدات تحت 17 سنة أو "صبايا الأرز" هو منتخب رياضي لتمثيل لبنان في كرة القدم النسائية الدولية للفتيات، يُدار من قبل الاتحاد اللبناني لكرة القدم، هو الهيئة الإدارية لكرة القدم في لبنان. يُشارك الفريق أيضًا كمنتخب لبنان للسيدات تحت 16 عامًا ومنتخب لبنان لكرة القدم للسيدات تحت 15 عامًا.
في حين أن الفريق لم يتأهل أبدًا إلى كأس العالم للسيدات تحت 17 سنة أو كأس آسيا للسيدات تحت 17 سنة، فقد فازوا بكل من الكأس العربية للسيدات تحت 17 سنة (في عام 2015) وبطولة اتحاد غرب آسيا لكرة القدم للفتيات تحت 16 سنة (2015، 2019 و2023)، وبكأس العرب 2015، وأصبح أول فريق وطني لبناني لكرة القدم (رجال أو سيدات) يفوز بلقب.

## السجل التنافسي

### الكأس العربية للسيدات تحت 17 سنة
| سجل كأس العرب للسيدات تحت 17 عاما | سجل كأس العرب للسيدات تحت 17 عاما | سجل كأس العرب للسيدات تحت 17 عاما | سجل كأس العرب للسيدات تحت 17 عاما | سجل كأس العرب للسيدات تحت 17 عاما | سجل كأس العرب للسيدات تحت 17 عاما | سجل كأس العرب للسيدات تحت 17 عاما | سجل كأس العرب للسيدات تحت 17 عاما | سجل كأس العرب للسيدات تحت 17 عاما |
| الدولة المضيفة والسنة             | الجولة                            | نقاط                              | لعب                               | ف                                 | ت                                 | خ                                 | له                                | عليه                              |
| --------------------------------- | --------------------------------- | --------------------------------- | --------------------------------- | --------------------------------- | --------------------------------- | --------------------------------- | --------------------------------- | --------------------------------- |
| 2015                              | البطل                             | الأول                             | 4                                 | 3                                 | 1                                 | 0                                 | 11                                | 2                                 |
| المجموع                           | الأفضل: البطل                     | 1/1                               | 4                                 | 3                                 | 1                                 | 0                                 | 11                                | 2                                 |

### كأس العالم للسيدات تحت 17 سنة
| إحصائيات كأس العالم للسيدات تحت 17 سنة | إحصائيات كأس العالم للسيدات تحت 17 سنة | إحصائيات كأس العالم للسيدات تحت 17 سنة | إحصائيات كأس العالم للسيدات تحت 17 سنة | إحصائيات كأس العالم للسيدات تحت 17 سنة | إحصائيات كأس العالم للسيدات تحت 17 سنة | إحصائيات كأس العالم للسيدات تحت 17 سنة | إحصائيات كأس العالم للسيدات تحت 17 سنة | إحصائيات كأس العالم للسيدات تحت 17 سنة | إحصائيات كأس العالم للسيدات تحت 17 سنة |                                            | سجل التأهل                                 | سجل التأهل                                 | سجل التأهل                                 | سجل التأهل                                 | سجل التأهل                                 | سجل التأهل                                 | سجل التأهل |
| الدولة (الدول) المضيفة السنة           | الجولات                                | نقاط                                   | لعب                                    | ف                                      | ت                                      | خ                                      | له                                     | عليه                                   | الفريق                                 | نتيجة                                      | لعب                                        | ف                                          | ت                                          | خ                                          | له                                         | عليه                                       |            |
| -------------------------------------- | -------------------------------------- | -------------------------------------- | -------------------------------------- | -------------------------------------- | -------------------------------------- | -------------------------------------- | -------------------------------------- | -------------------------------------- | -------------------------------------- | ------------------------------------------ | ------------------------------------------ | ------------------------------------------ | ------------------------------------------ | ------------------------------------------ | ------------------------------------------ | ------------------------------------------ | ---------- |
| 2008                                   | لم يشارك                               | لم يشارك                               | لم يشارك                               | لم يشارك                               | لم يشارك                               | لم يشارك                               | لم يشارك                               | لم يشارك                               | لم يشارك                               | لم يشارك                                   | لم يشارك                                   | لم يشارك                                   | لم يشارك                                   | لم يشارك                                   | لم يشارك                                   | لم يشارك                                   |            |
| 2010                                   | لم يشارك                               | لم يشارك                               | لم يشارك                               | لم يشارك                               | لم يشارك                               | لم يشارك                               | لم يشارك                               | لم يشارك                               | لم يشارك                               | لم يشارك                                   | لم يشارك                                   | لم يشارك                                   | لم يشارك                                   | لم يشارك                                   | لم يشارك                                   | لم يشارك                                   |            |
| 2012                                   | لم يشارك                               | لم يشارك                               | لم يشارك                               | لم يشارك                               | لم يشارك                               | لم يشارك                               | لم يشارك                               | لم يشارك                               | لم يشارك                               | لم يشارك                                   | لم يشارك                                   | لم يشارك                                   | لم يشارك                                   | لم يشارك                                   | لم يشارك                                   | لم يشارك                                   |            |
| 2014                                   | لم يشارك                               | لم يشارك                               | لم يشارك                               | لم يشارك                               | لم يشارك                               | لم يشارك                               | لم يشارك                               | لم يشارك                               | لم يشارك                               | لم يشارك                                   | لم يشارك                                   | لم يشارك                                   | لم يشارك                                   | لم يشارك                                   | لم يشارك                                   | لم يشارك                                   |            |
| 2016                                   | لم يشارك                               | لم يشارك                               | لم يشارك                               | لم يشارك                               | لم يشارك                               | لم يشارك                               | لم يشارك                               | لم يشارك                               | لم يشارك                               | لم يشارك                                   | لم يشارك                                   | لم يشارك                                   | لم يشارك                                   | لم يشارك                                   | لم يشارك                                   | لم يشارك                                   |            |
| 2018                                   | لم يشارك                               | لم يشارك                               | لم يشارك                               | لم يشارك                               | لم يشارك                               | لم يشارك                               | لم يشارك                               | لم يشارك                               | لم يشارك                               | لم يشارك                                   | لم يشارك                                   | لم يشارك                                   | لم يشارك                                   | لم يشارك                                   | لم يشارك                                   | لم يشارك                                   |            |
| 2022                                   | لم يتأهل                               | لم يتأهل                               | لم يتأهل                               | لم يتأهل                               | لم يتأهل                               | لم يتأهل                               | لم يتأهل                               | لم يتأهل                               | لم يتأهل                               | كانت بطولة عام 2022 ‏ بمثابة بطولة تأهيلية  | كانت بطولة عام 2022 ‏ بمثابة بطولة تأهيلية  | كانت بطولة عام 2022 ‏ بمثابة بطولة تأهيلية  | كانت بطولة عام 2022 ‏ بمثابة بطولة تأهيلية  | كانت بطولة عام 2022 ‏ بمثابة بطولة تأهيلية  | كانت بطولة عام 2022 ‏ بمثابة بطولة تأهيلية  | كانت بطولة عام 2022 ‏ بمثابة بطولة تأهيلية  |            |
| 2024                                   | لم يتأهل                               | لم يتأهل                               | لم يتأهل                               | لم يتأهل                               | لم يتأهل                               | لم يتأهل                               | لم يتأهل                               | لم يتأهل                               | لم يتأهل                               | ستكون بطولة عام 2024 ‏ بمثابة بطولة تأهيلية | ستكون بطولة عام 2024 ‏ بمثابة بطولة تأهيلية | ستكون بطولة عام 2024 ‏ بمثابة بطولة تأهيلية | ستكون بطولة عام 2024 ‏ بمثابة بطولة تأهيلية | ستكون بطولة عام 2024 ‏ بمثابة بطولة تأهيلية | ستكون بطولة عام 2024 ‏ بمثابة بطولة تأهيلية | ستكون بطولة عام 2024 ‏ بمثابة بطولة تأهيلية |            |
| المجموع                                | –                                      | 0/8                                    | –                                      | –                                      | –                                      | –                                      | –                                      | –                                      | –                                      | المجموع                                    | –                                          | –                                          | –                                          | –                                          | –                                          | –                                          |            |

### كأس آسيا للسيدات تحت 17 سنة
| سجل بطولة آسيا تحت 16 سنة لكرة القدم للسيدات | سجل بطولة آسيا تحت 16 سنة لكرة القدم للسيدات | سجل بطولة آسيا تحت 16 سنة لكرة القدم للسيدات | سجل بطولة آسيا تحت 16 سنة لكرة القدم للسيدات | سجل بطولة آسيا تحت 16 سنة لكرة القدم للسيدات | سجل بطولة آسيا تحت 16 سنة لكرة القدم للسيدات | سجل بطولة آسيا تحت 16 سنة لكرة القدم للسيدات | سجل بطولة آسيا تحت 16 سنة لكرة القدم للسيدات | سجل بطولة آسيا تحت 16 سنة لكرة القدم للسيدات | سجل بطولة آسيا تحت 16 سنة لكرة القدم للسيدات |             | سجل التأهل  | سجل التأهل  | سجل التأهل  | سجل التأهل  | سجل التأهل  | سجل التأهل  | سجل التأهل |
| الدولة المضيفة والسنة                        | الجولة                                       | نقاط                                         | لعب                                          | ف                                            | ت                                            | خ                                            | له                                           | عليه                                         | فريق                                         | النتيجة     | لعب         | ف           | ت           | خ           | له          | عليه        |            |
| -------------------------------------------- | -------------------------------------------- | -------------------------------------------- | -------------------------------------------- | -------------------------------------------- | -------------------------------------------- | -------------------------------------------- | -------------------------------------------- | -------------------------------------------- | -------------------------------------------- | ----------- | ----------- | ----------- | ----------- | ----------- | ----------- | ----------- | ---------- |
| 2005                                         | لم يشارك                                     | لم يشارك                                     | لم يشارك                                     | لم يشارك                                     | لم يشارك                                     | لم يشارك                                     | لم يشارك                                     | لم يشارك                                     | لم يشارك                                     | لم يشارك    | لم يشارك    | لم يشارك    | لم يشارك    | لم يشارك    | لم يشارك    | لم يشارك    |            |
| 2007                                         | لم يشارك                                     | لم يشارك                                     | لم يشارك                                     | لم يشارك                                     | لم يشارك                                     | لم يشارك                                     | لم يشارك                                     | لم يشارك                                     | لم يشارك                                     | لم يشارك    | لم يشارك    | لم يشارك    | لم يشارك    | لم يشارك    | لم يشارك    | لم يشارك    |            |
| 2009                                         | لم يشارك                                     | لم يشارك                                     | لم يشارك                                     | لم يشارك                                     | لم يشارك                                     | لم يشارك                                     | لم يشارك                                     | لم يشارك                                     | لم يشارك                                     | لم يشارك    | لم يشارك    | لم يشارك    | لم يشارك    | لم يشارك    | لم يشارك    | لم يشارك    |            |
| 2011                                         | لم يشارك                                     | لم يشارك                                     | لم يشارك                                     | لم يشارك                                     | لم يشارك                                     | لم يشارك                                     | لم يشارك                                     | لم يشارك                                     | لم يشارك                                     | لم يشارك    | لم يشارك    | لم يشارك    | لم يشارك    | لم يشارك    | لم يشارك    | لم يشارك    |            |
| 2013                                         | لم يشارك                                     | لم يشارك                                     | لم يشارك                                     | لم يشارك                                     | لم يشارك                                     | لم يشارك                                     | لم يشارك                                     | لم يشارك                                     | لم يشارك                                     | لم يشارك    | لم يشارك    | لم يشارك    | لم يشارك    | لم يشارك    | لم يشارك    | لم يشارك    |            |
| 2015                                         | لم يشارك                                     | لم يشارك                                     | لم يشارك                                     | لم يشارك                                     | لم يشارك                                     | لم يشارك                                     | لم يشارك                                     | لم يشارك                                     | لم يشارك                                     | لم يشارك    | لم يشارك    | لم يشارك    | لم يشارك    | لم يشارك    | لم يشارك    | لم يشارك    |            |
| 2017                                         | انسحب                                        | انسحب                                        | انسحب                                        | انسحب                                        | انسحب                                        | انسحب                                        | انسحب                                        | انسحب                                        | انسحب                                        | انسحب       | انسحب       | انسحب       | انسحب       | انسحب       | انسحب       | انسحب       |            |
| 2019                                         | لم يتأهل                                     | لم يتأهل                                     | لم يتأهل                                     | لم يتأهل                                     | لم يتأهل                                     | لم يتأهل                                     | لم يتأهل                                     | لم يتأهل                                     | لم يتأهل                                     | الثالث      | 4           | 2           | 0           | 2           | 14          | 18          |            |
| 2022                                         | سيتم تحديده                                  | سيتم تحديده                                  | سيتم تحديده                                  | سيتم تحديده                                  | سيتم تحديده                                  | سيتم تحديده                                  | سيتم تحديده                                  | سيتم تحديده                                  | سيتم تحديده                                  | سيتم تحديده | سيتم تحديده | سيتم تحديده | سيتم تحديده | سيتم تحديده | سيتم تحديده | سيتم تحديده |            |
| المجموع                                      | –                                            | 0/8                                          | –                                            | –                                            | –                                            | –                                            | –                                            | –                                            | –                                            | المجموع     | 4           | 2           | 0           | 2           | 14          | 18          |            |

### بطولة غرب آسيا تحت 16 سنة للفتيات
| سجل بطولة اتحاد غرب آسيا للسيدات | سجل بطولة اتحاد غرب آسيا للسيدات | سجل بطولة اتحاد غرب آسيا للسيدات | سجل بطولة اتحاد غرب آسيا للسيدات | سجل بطولة اتحاد غرب آسيا للسيدات | سجل بطولة اتحاد غرب آسيا للسيدات | سجل بطولة اتحاد غرب آسيا للسيدات | سجل بطولة اتحاد غرب آسيا للسيدات | سجل بطولة اتحاد غرب آسيا للسيدات |
| الدولة المضيفة والسنة            | جولة                             | نقاط                             | لعب                              | ف                                | ت                                | خ                                | له                               | عليه                             |
| -------------------------------- | -------------------------------- | -------------------------------- | -------------------------------- | -------------------------------- | -------------------------------- | -------------------------------- | -------------------------------- | -------------------------------- |
| 2018                             | الوصيف                           | الثاني                           | 4                                | 2                                | 1                                | 1                                | 14                               | 6                                |
| 2019                             | البطل                            | الأول                            | 3                                | 3                                | 0                                | 0                                | 13                               | 0                                |
| 2023                             | البطل                            | الأول                            | 4                                | 3                                | 1                                | 0                                | 10                               | 1                                |
| المَجْموع                          | الأفضل: البطل                    | 3/3                              | 11                               | 8                                | 2                                | 1                                | 37                               | 7                                |

### بطولات أخرى
| المسابقة                                                | نتيجة         |
| ------------------------------------------------------- | ------------- |
| بطولة اتحاد غرب آسيا لكرة القدم للفتيات تحت 18 سنة 2022 | المركز الرابع |

## النتائج والمباريات الأخيرة

### 2022
| غرب آسيا تحت 18 سنة ‏ مرحلة المجموعات 19 أكتوبر 2022 | لبنان أ                           | 4–1   | لبنان ب   | جونيه، لبنان           |
| 14:00 ت ع م+3                                       | *هدى 20'، 22' - هبة 23' - وعد 44' | تقرير | *لاما 78' | الملعب: ملعب فؤاد شهاب |

| غرب آسيا تحت 18 سنة ‏ مرحلة المجموعات 21 أكتوبر 2022 | لبنان ب | 0–3   | سوريا                          | جونيه، لبنان                                           |
| 11:00 ت ع م+3                                       |         | تقرير | *آية 4' - كاريس 15' - غريب 53' | الملعب: ملعب فؤاد شهاب الحكم: إسراء المعابدين (الأردن) |

| غرب آسيا تحت 18 سنة ‏ مرحلة المجموعات 23 أكتوبر 2022 | الأردن                    | 2–0   | لبنان ب | جونيه، لبنان           |
| 11:00 ت ع م+3                                       | *تولين 45' - الأويسات 73' | تقرير |         | الملعب: ملعب فؤاد شهاب |

| غرب آسيا تحت 18 سنة ‏ المركز الثالث 23 أكتوبر 2022 | الأردن                             | 2–1   | لبنان ب     | جونيه، لبنان           |
| 11:00 ت ع م+3                                     | *الأويسات 2' - التميزي 45+2' (ر.ج) | تقرير | *إسكندر 53' | الملعب: ملعب فؤاد شهاب |

### 2023
| غرب آسيا 2022 تحت 16 ‏ مرحلة المجموعات 4 يناير 2023 | لبنان               | 2–0 | البحرين | العقبة                                        |
| 16:00 ت ع م+3                                      | * إسكندر 31'، 90+5' |     |         | الملعب: ملعب العقبة الحكم: حنين مراد (الأردن) |

| غرب آسيا 2022 تحت 16 ‏ مرحلة المجموعات 6 يناير 2023 | فلسطين | 0–5          | لبنان                                                           | العقبة              |
| 16:00 ت ع م+3                                      |        | تقرير (WAFF) | *ياسمين 19' - حاج علي 22' - نغم 34' - اسكندر 45+5' - يارا 90+4' | الملعب: ملعب العقبة |

| غرب آسيا 2022 تحت 16 ‏ مرحلة المجموعات 8 يناير 2023 | الأردن     | 1–1          | لبنان      | العقبة              |
| 19:00 ت ع م+3                                      | * راما 67' | تقرير (WAFF) | * يارا 26' | الملعب: ملعب العقبة |

| غرب آسيا 2022 تحت 16 ‏ النهائي 10 يناير 2023 | لبنان                     | 2–0 | الأردن | العقبة              |
| 19:00 ت ع م+3                               | *إسكندر 28' - حاج علي 60' |     |        | الملعب: ملعب العقبة |

| تصفيات الاتحاد الآسيوي 2024 تحت 17 سنة ‏ جول الأولى 24 أبريل 2023 | لبنان                                                     | 5–2   | غوام                         | ديديدو                                                                                 |
| 19:00 ت ع م+10                                                   | *إسكندر 2' - سيلين 21' - حريري 35' - ياسمين 56' - كرم 59' | تقرير | *سان نيكولاس 6' - ووستيج 52' | الملعب: مركز التدريب الوطني لاتحاد غوام لكرة القدم الحكم: وانغ تشي-هي (تايبيه الصينية) |

| تصفيات الاتحاد الآسيوي 2024 تحت 17 سنة ‏ جول الأولى 26 أبريل 2023 | الفلبين                      | 2–0   | لبنان | ديديدو                                                                       |
| 19:00 ت ع م+10                                                   | *إزبيلا 68' - مينا 90' (ر.ج) | تقرير |       | الملعب: مركز التدريب الوطني لاتحاد غوام لكرة القدم الحكم: لارا لي (أستراليا) |

## روابط خارجية
- الموقع الرسمي